# Fraque

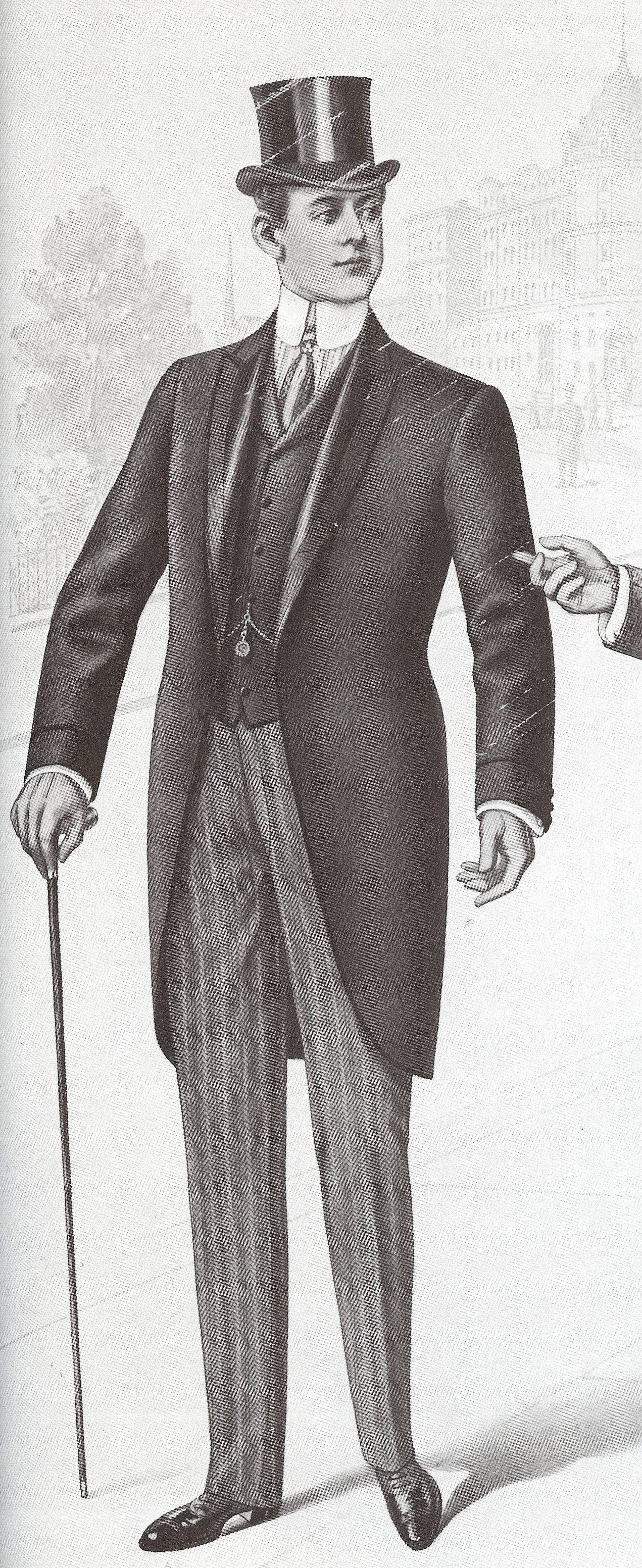
Desenho de um homem usando um fraque, no começo do século XX.

O fraque é um traje de cerimónia que se usa em eventos que tenham lugar durante o dia. É o equivalente diurno à casaca (hoje usada apenas em eventos muito formais) e ao smoking (usada em eventos nocturnos formais e sofisticados).

## História
Inicialmente usado pelos cavalheiros ingleses do século XIX como uma roupa elegante para montar a cavalo durante o dia, foi subindo de estatuto ao mesmo tempo que o "Frock" (espécie de casaca comprida e rodada) foi perdendo o seu lugar como indumentária formal, até ser visto como a referência para ser utilizada durante o dia.
Em Português manteve-se a designação próxima à a indumentária que substituiu, não se usando uma versão do seu nome inglês ("Morning Suit", traje matinal).

## Utilizações
A utilização do fraque decresceu depois das limitações impostas ao uso de tecido durante a 1ª Grande Guerra; durante a revolução industrial, era comum ver homens de negócios a envergar fraque no seu dia-a-dia, sendo também utilizado em variadas funções sociais, quer pela nobreza, burguesia ou pela classe política.
Actualmente, é usado apenas em acontecimentos importantes e formais, como casamentos, funerais, corridas de cavalos (como a Corrida Real em Ascot) e em acontecimentos de Estado.
O seu uso é relativamente frequente na Grã-Bretanha e na Europa Continental, especialmente em casamentos - se o noivo usar fraque, os convidados podem fazê-lo, devendo fazê-lo caso o convite do casamento especifique o código de vestuário. Em Portugal, se o noivo usar fraque, os pais e padrinhos devem fazê-lo.
O uso do fraque está limitado a eventos que comecem durante o dia, até às 18 horas ou até ao pôr-do-sol, o que acontecer primeiro.

## Composição
O fraque consiste de:

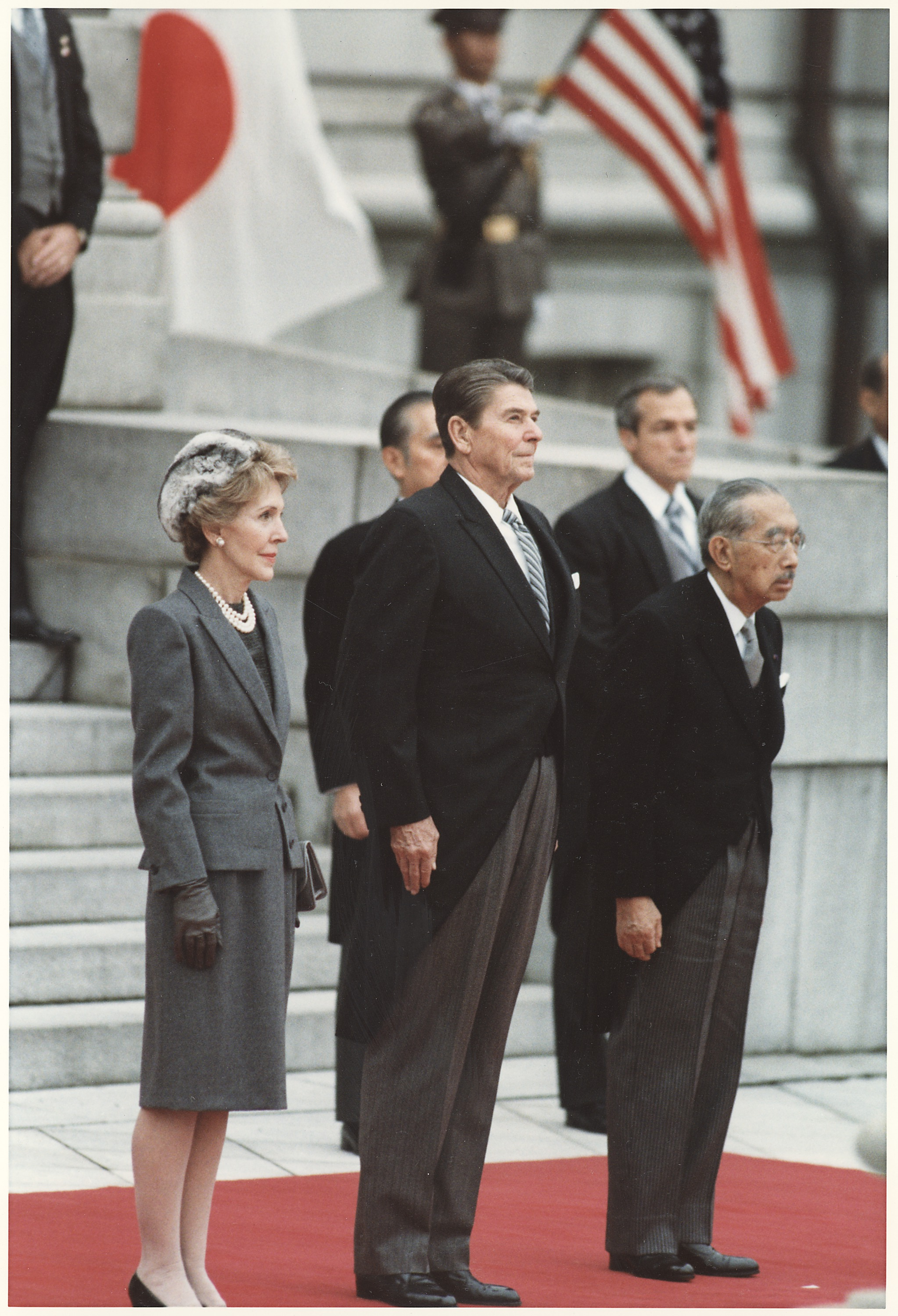
O Presidente estadunidense Ronald Reagan com a esposa Nancy e o Imperador Hirohito usando fraque.

- Sobrecasaca cortada de botão único, em preto ou antracite (cinzento escuro);
- Colete com uma ou duas filas de botões, de cor amarela, cinzenta-claro ou preta (para funerais);
- Calça "fantasia", cinzenta com riscas pretas;
- Cinto preto ou suspensórios (mas nunca ambos);
- Camisa branca, com botão de punho;
- Gravata, plastrão ou gravatão (podendo ser enriquecido com um alfinete com uma pérola, pedra ou vidrilho);
- Lenço branco, ou da cor da gravata, sempre liso;
- Sapatos (ou botas) pretos e lisos.

Pode-se usar os seguintes itens, com fraque:
- Chapéu alto, preto (mais formal) ou cinzento claro;
- Luvas de camurça ou de pele de cabra;
- Bengala ou chapéu-de-chuva
- Flor na lapela, preferencialmente branca e simples;
- Relógio, de pulso ou bolso, mas nunca ambos.

O casaco do fraque pode ser feito em tecido preto, ou em vários tecidos de tons cinzento escuro. Tem apenas um botão na frente, e as abas deverão terminar logo abaixo da linha do joelho. Nunca tem aplicações em cetim. Os botões podem ou não ser forrados no mesmo material do casaco.

As calças formais utilizadas no fraque são sempre cinzentas com riscas verticais em preto, tonalidades diferentes de cinza e/ou branco. Menos usual, mas também correcto, é usar calças em xadrez preto e branco.
 Deverão ser vincadas, e de bainha sem virola.
O colete é habitualmente âmbar claro, cinzento-claro ou mesmo branco, reservando-se o colete preto para funerais e/ou acontecimentos políticos ou académicos.
Têm seis botões, numa fila única, ou em 2 filas de três botões.
A camisa deve ser lisa e de cor branca - embora seja possível usar camisas de cor suave, estas deverão ter colarinho e punhos brancos. O colarinho pode ser o mais antiquado colarinho alto revirado nas pontas ou o usual, mas nunca pode ter botões, e para rematar as mangas devem sempre ser usados botões de punho.

A gravata tradicional deverá ser cinzenta, lisa ou com padrões simples e muito pequenos; no entanto, actualmente usam-se de todas as cores, sendo de evitar riscas e padrões de fantasia.

Os sapatos devem ser clássicos, simples e pretos no estilo oxford, sem picotado e nunca de verniz.

## Variantes

### Fato de Fraque
Para uma versão menos formal do fraque, pode-se usar todos os elementos (casaco, colete e calça) no mesmo material, sempre cinzento claro, compondo um fato completo. O Príncipe Carlos é conhecido por optar várias vezes por um fato de fraque para eventos menos formais.

### Meio-Fraque
É um fato semelhante, mas muito menos formal, conhecido em inglês como stroller. É usado exclusivamente com camisa de colarinho normal (mas igualmente sem botão). O casaco do meio-fraque não tem abas, mas é mais comprido que o casaco de um fato normal. A calça e o sapato devem seguir as mesmas regras do fraque. Não usa chapéu alto, poderá usar chapéu de côco.
 Apesar de ser muito usado nos casamentos no Brasil, o seu uso é muito reduzido na Europa, onde está praticamente extinto.

## Quebras de etiqueta
Devido ao código de vestuário muito exigente, em que as festas formais exigiam que também os criados usassem roupas de boa apresentação, criou-se o problema de que os empregados poderiam ter o mesmo vestuário que um convidado ilustre. Para evitar este problema, foi instituído que os serventes usassem peças formais, mas erradamente combinadas entre si, como uma calça de fraque com casaca, usando um laço numa indumentária que exigia gravata, ou até usando roupa formal de noite num evento de dia ou vice-versa.
Por essa mesma razão, é necessário ter muita atenção à forma e altura correcta em que se usam determinadas peças e/ou trajes.